# Accident avec perturbation du mouvement
 (juin 2018).
Un accident avec perturbation du mouvement  (APM) est un accident dont le mécanisme fait intervenir une perturbation du mouvement d'un individu : heurt avec un obstacle, choc avec un véhicule ou une pièce en mouvement, trébuchement, faux-pas, glissade, pincement et écrasement d'extrémité (main, pied)…
Ces accidents occasionnent des contusions, des entorses, des plaies, des fractures et des lésions multiples qui peuvent atteindre toutes les parties du corps.
En France, c'est une cause d'accident du travail (AT) importante : chaque année, cela cause
- plus de 200 000 AT avec arrêt : cela touche un travailleur sur 100 ;
- plus de 13 000 AT avec incapacité permanente ;
- une vingtaine de morts.

Cela représente donc un tiers des AT avec arrêt, un tiers des jours perdus par incapacité temporaire (13 000 000 de jours perdus) et 5 % des accidents du travail mortels.
C'est également une cause importante d'accidents de la vie courante (accidents domestiques) et d'accidents sur la voie publique.
Comme les autres accidents du travail, l'APM résulte d'une combinaison de facteurs de natures diverses liées à l'environnement, au matériel, à la tâche à l'organisation du travail.
Démarche de prévention :
-évaluer les risques en identifiant les facteurs de risques d'APM comme les dimensions et les caractéristiques des locaux, l'ambiance physique, les difficultés liées au matériel, à la tâche, à l'organisation, les facteurs humains (fatigue, manque d'expérience, etc.)
-réduire le risque lors de la conception des situations de travail
-réduire le risque en situation réelle de travail
-neutraliser les facteurs d'accidents liés à l’environnement de travail
-neutraliser les risques liés à l'organisation du travail
-informer et sensibiliser les travailleurs
-intégrer la démarche de prévention des APM dans les démarches de prévention de l'entreprise en mettant à jour le document unique